# 上齋原村
上齋原村（かみさいばらそん）は、かつて岡山県の北部（苫田郡）に位置し鳥取県と境を接した村である。なお上斎原村は代用表記。
現在は合併により鏡野町となり、村役場は鏡野町役場上齋原振興センターとなっている。

## 地理
中国山地に位置し、大半が山林であり鳥取県と境を接していた。村の東部に位置する恩原高原は、夏はキャンプ場、冬はスキー場と年間を通じて楽しめるレジャースポットである。北西部にあり、三朝町へ抜ける人形峠には国内でも稀なウラン鉱床がある。しかし、採算に合わないため採掘は行われておらず、現在は核燃料サイクル開発機構（現・日本原子力研究開発機構）人形峠環境技術センターが開設され研究が行われている。

## 沿革
- 1889年（明治22年）6月1日 - 上斎原・下斎原・川西・長藤・奥津の5ヶ村連合より独立し、上齋原村として単独村制施行。
- 2005年（平成17年）3月1日 - 同郡内の鏡野町（初代）・奥津町・富村との対等合併により新・鏡野町となる。

## 教育
- 上齋原村立上齋原小学校
- 上齋原村立上齋原中学校（2016年3月閉校）

## 交通

### 鉄道
- 鉄道は走っていない。

### 道路
- 国道179号
- 国道482号

## 名所・旧跡・観光スポット・祭事・催事
- 岡山県立森林公園
- 恩原高原